# Albert Heyduck
Albert Heyduck (* 30. März 1900 in Willkassen (Ostpreußen); † 12. März 1951 zwischen Schöneiche bei Berlin und Strausberg) gehört zu den Todesopfern des DDR-Grenzregimes vor dem Bau der Berliner Mauer. Er wurde von einem Grenzpolizisten für einen Schmuggler gehalten und von ihm erschossen, als er nicht auf Halterufe und einen Warnschuss an der Grenze zu Ost-Berlin reagierte.

## Todesumstände
Albert Heyduck stammte aus dem Kreis Treuburg in Ostpreußen und wohnte in Eggersdorf bei Strausberg. Er war verheiratet und von Beruf Kaufmann.
Albert Heyduck wurde am 12. März 1951 gegen 18 Uhr von einer Sonderstreife der Grenzbereitschaft Blumberg entdeckt, die auf Buntmetallschmuggel am Ring um Berlin angesetzt war. Heyduck fuhr an der Grenze zwischen der DDR und Ost-Berlin mit dem Fahrrad, wahrscheinlich von Strausberg kommend, auf einem Waldweg in Richtung Ost-Berlin und hatte mehrere Pakete mit Fellen auf dem Gepäckträger. Nach einem Bericht der Volkspolizei wollten die beiden Grenzpolizisten ihn kontrollieren. Als sie ihn anriefen, habe er versucht, mit dem Fahrrad zu entkommen. Nach mehrmaligem Anrufen hätten sie einen Warnschuss abgegeben. Heyduck war jedoch schwerhörig und konnte den Grenzpolizisten, der hinter ihm stand, nicht sehen und wahrscheinlich seine Rufe und auch den Warnschuss nicht hören. Als er immer noch nicht anhielt, so der Bericht der Grenzpolizei, schoss einer gezielt und traf Heyduck tödlich.
Als der Volkspolizist im Juli 1997 hierzu befragt wurde, gab er an, er habe Heyduck für einen Metallschmuggler gehalten. Als der Mann auf seine Rufe und einen Warnschuss nicht reagierte, habe er gezielt geschossen, wobei er auf das Schutzblech des Fahrrads gezielt haben will. Er hatte jedoch keinerlei Schießpraxis und mit einer Pistole noch nie geschossen. Der Mann sei daraufhin mit seinem Fahrrad umgefallen. Der Volkspolizist habe seine hinzugekommenen Kollegen angewiesen, sich um den Mann zu kümmern. Daraufhin sei er nach Strausberg gegangen, um den Vorfall zu melden. Kurze Zeit später seien die Kriminalpolizei und ein Arzt eingetroffen. Ihn selbst hätten zwei Kriminalpolizisten nach Strausberg mitgenommen und zur Sache vernommen.
Mitte der neunziger Jahre ermittelte die Staatsanwaltschaft Berlin im Fall Albert Heyduck. Sie konnte den Schützen zwar ermitteln und befragen, ihm aber keine Schuld nachweisen. Insbesondere konnte nicht nachgewiesen werden, dass er auf Heyduck mit der Absicht geschossen hatte, ihn zu verletzen oder gar zu töten. Außerdem konnten weder seine damaligen Kameraden noch andere Zeugen oder Beweise ermittelt werden. Deshalb wurde das Verfahren eingestellt.